# سدریک آنسلین
سدریک آنسلین (انگلیسی: Cédric Anselin؛ زادهٔ ۲۴ ژوئیهٔ ۱۹۷۷) بازیکن فوتبال اهل فرانسه است.
از باشگاه‌هایی که در آن بازی کرده‌است می‌توان به باشگاه فوتبال لوستوفت، باشگاه فوتبال ابسفلیت یونایتد، باشگاه فوتبال نوریچ سیتی، باشگاه فوتبال میلدنهال تاون، باشگاه فوتبال درهام تاون، باشگاه فوتبال لیل، باشگاه فوتبال بوردو، و باشگاه فوتبال کمبریج یونایتد اشاره کرد.